# Horisme peplodes
Horisme peplodes là một loài bướm đêm trong họ Geometridae.